# Fairmount (Dakota del Nord)
Fairmount és una població dels Estats Units a l'estat de Dakota del Nord. Segons el cens del 2000 tenia 406 habitants.

## Demografia
Segons el cens del 2000, Fairmount tenia 406 habitants, 174 habitatges, i 104 famílies. La densitat de població era de 475 hab./km².
Dels 174 habitatges en un 32,8% hi vivien nens de menys de 18 anys, en un 50% hi vivien parelles casades, en un 8,6% dones solteres, i en un 39,7% no eren unitats familiars. En el 34,5% dels habitatges hi vivien persones soles el 16,1% de les quals corresponia a persones de 65 anys o més que vivien soles. El nombre mitjà de persones vivint en cada habitatge era de 2,33 i el nombre mitjà de persones que vivien en cada família era de 3,05.
Per edats la població es repartia de la següent manera: un 27,8% tenia menys de 18 anys, un 6,4% entre 18 i 24, un 28,3% entre 25 i 44, un 22,7% de 45 a 60 i un 14,8% 65 anys o més.
L'edat mediana era de 39 anys. Per cada 100 dones de 18 o més anys hi havia 99,3 homes.
La renda mediana per habitatge era de 37.143 $ i la renda mediana per família de 42.813 $. Els homes tenien una renda mediana de 30.417 $ mentre que les dones 25.536 $. La renda per capita de la població era de 15.492 $. Entorn del 10,9% de les famílies i l'11% de la població estaven per davall del llindar de pobresa.

## Poblacions més properes
El següent diagrama mostra les poblacions més properes.